# Apeadeiro de Patã
O Apeadeiro de Patã é uma interface encerrada da Linha do Algarve, que servia a localidade de Patã de Baixo, no concelho de Albufeira, em Portugal.

## História

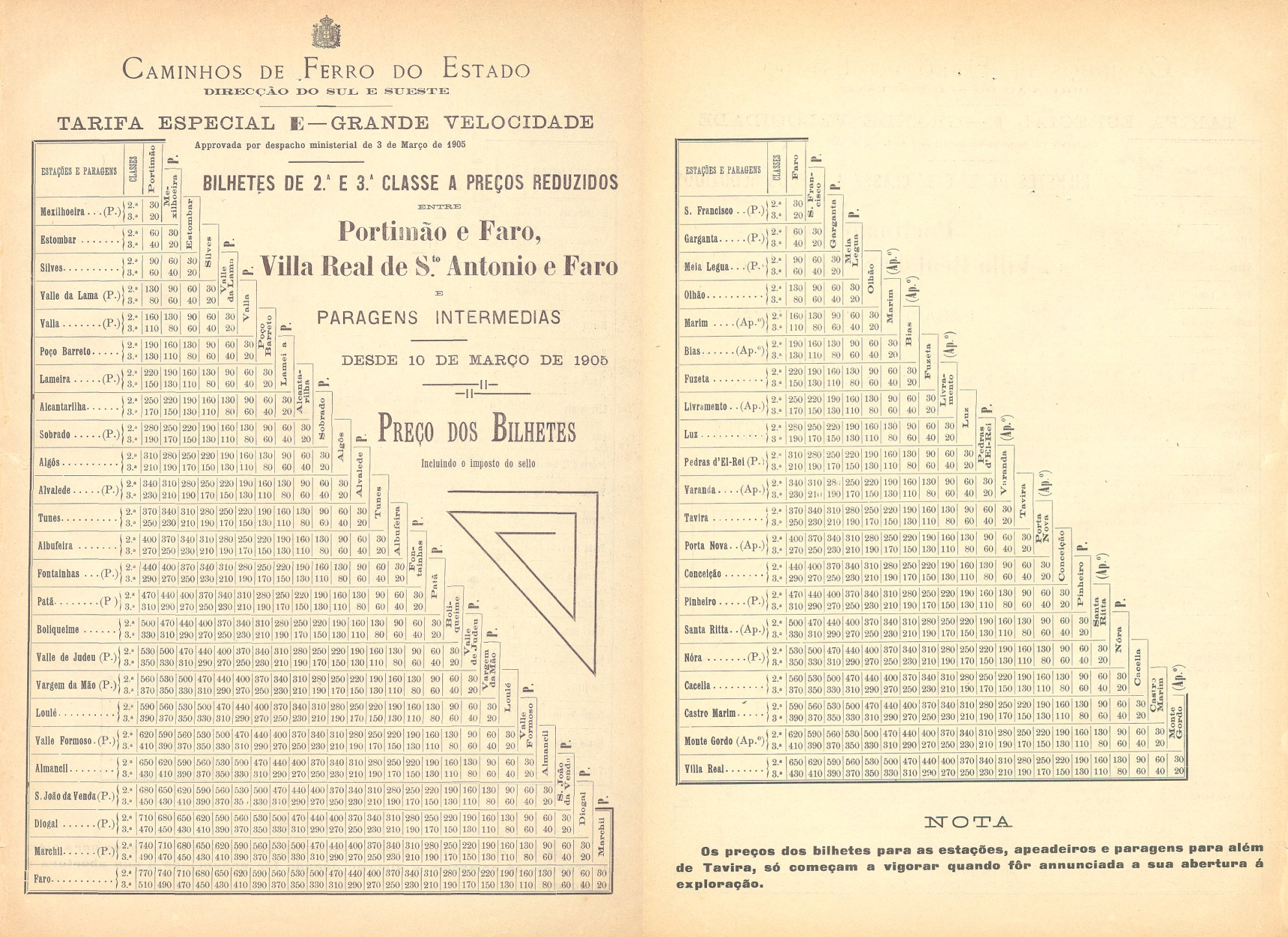
Aviso de 1905 dos Caminhos de Ferro do Estado, com os descontos na Linha do Algarve. Esta gare surge com a categoria de paragem.

Este apeadeiro situa-se no troço entre Faro e Tunes da Linha do Algarve, que entrou ao serviço em 1 de Julho de 1889.
Em 1 de Novembro de 1954, a Companhia dos Caminhos de Ferro Portugueses inaugurou os serviços de automotoras ao longo da Linha do Algarve, servindo várias localidades ao longo do caminho, incluindo Patã, que tinha nessa altura a categoria de paragem.